# José María Arteaga Magallanes
José María Cayetano Arteaga Magallanes (Ciudad de México, 7 de agosto de 1827 – Uruapan, Michoacán, 21 de octubre de 1865) fue un destacado militar mexicano que combatió en la Guerra con los Estados Unidos, en la Guerra de Reforma y en la Intervención Francesa.

## Biografía
Nació el 7 de agosto de 1827, siendo su padre don Manuel Arteaga y su madre doña María Polonia Magallanes; siendo originario de la Ciudad de México su familia poco después se trasladó a Hidalgo. Realizó estudios de primaria, egresando de las escuelas públicas de esa misma ciudad y posteriormente se dedicó al oficio de la sastrería. A raíz de la invasión estadounidense de 1846 deja la sastrería para convertirse en militar. En 1852 ingresó a la carrera de las armas, iniciándose como sargento primero del batallón activo de Aguascalientes. Para 1854 ya tenía el puesto de capitán del tercer ligero de infantería perteneciente a la brigada bajo las órdenes del conservador Félix Zuloaga combatiendo en contra del Plan de Ayutla en el estado de Guerrero. Sin embargo, sus convicciones liberales lo llevaron en un momento dado a pasarse a las filas de don Juan Álvarez después de la batalla de Nusco.
En abril de 1855 Arteaga forma parte de la brigada ligera en las filas liberales del general Álvarez, estas son puestas a disposición de Ignacio Comonfort, y por sus acciones militares, en el mes de mayo es ascendido a coronel con el cargo de mayor de órdenes; durante el resto del año combate en la campaña dirigida por Comonfort en Jalisco y Colima.
Posteriormente, Arteaga fue elegido gobernador de Querétaro por primera vez durante el segundo semestre de 1857, se dio a la tarea de poner en vigor en el estado la Constitución de 1857. Querétaro entonces presionado por el conservador Tomás Mejía se apoderó de varias ciudades del estado e incluso atacó la ciudad de Querétaro el 2 de noviembre de 1857; Arteaga contaba únicamente con trescientos soldados y solo pudo defender el Palacio de Gobierno y el Convento de San Francisco, donde situó su cuartel general. Arteaga fue herido y logró salvarse sólo gracias a la ayuda de un fraile que lo ocultó en su celda. Varios oficiales federales fueron hechos prisioneros, quedando la población en manos de Mejía, cuyas tropas saquearon la ciudad, incluso una biblioteca recién fundada por Arteaga fue devorada por el fuego. Mejía nombró gobernador a Manuel Montes Navarrete que duró una semana hasta que ante la proximidad del ejército de Manuel Doblado, Mejía tuvo que dejar la ciudad y Arteaga era restaurado en el gobierno. Para defender la Constitución de 1857 en contra del Plan de Tacubaya, Arteaga organizó una coalición de estados con Jalisco, Guanajuato, Michoacán, Aguascalientes, Zacatecas y Querétaro; este gobierno duró hasta enero de 1858.
Durante la Guerra de Reforma Artega Magallanes participó en Michoacán secundando la actividad del gobernador general Epitacio Huerta impulsando la fabricación de municiones, cañones y equipamiento militar. Por su destacada participación debido a un decreto del 22 de septiembre de 1859 se le concedió la ciudadanía de este estado. Desde diciembre de 1860 hasta enero de 1862 nuevamente ocupa la gubernatura de Querétaro, destacando que restauró el Congreso local.
El historiador de la Tierra Caliente guerrerense y michoacana, ingeniero Alfredo Mundo Fernández dice en Crónicas de Tierra Caliente (2014) que el general José María Arteaga era el jefe de la Segunda Brigada de la División del Sur, por instrucciones del general Diego Álvarez, y radicaba en su hacienda de Huetamo desde donde vigilaba dicha región de ambos estados. Al comenzar mayo de 1860 el general Álvarez le solicita que desaloje de Cutzamala al coronel Juan Vélez, que se había vuelto conservador en Ajuchitlán y se había refugiado con su gente en el que fue llamado en la Colonia "el pueblo españolizado de Tierra Caliente". Cutzamala había sido nombrado Cabecera del Distrito de Mina en sustitución de Ajuchitlán que desde 1850 lo había sido pero que fue incendiado. El coronel Juan Vélez al llegar a Cutzamala coloca hombres en la nave de la monumental iglesia y en la torre de la misma, guardando totopo y carne salada en el ex convento anexo. Dice Crónicas de Tierra Caliente que de acuerdo con un oficio resguardado en el Archivo Histórico de la Secretaría de la Defensa Nacional, el general José María Arteaga llega a Cutzamala el 7 de mayo a las 8 de la mañana, procedente de Tlacotepec y Tlalchapa, con dos mil hombres; arriba por el rumbo del barrio El Barco siendo atacado por una columna de Vélez, pero los Conservadores  regresan al pueblo. El general José María Arteaga le pone sitio a Cutzamala en la tarde de ese día, pero como la iglesia era una auténtica fortaleza en lo alto de una gran loma no podía desalojar al enemigo, y así pasaron muchos días. A tal grado que el 1 de junio de 1860 llega a Cutzamala a apoyarlo la Primera Brigada al mando del gobernador general Vicente Jiménez y la Tercera Brigada de la División del Sur con el general Diego Álvarez haciendo un total de 4500 hombres liberales, dicen los oficios de la Secretaría de la Defensa Nacional. Después de 45 días de lucha enconada, en la tarde del 21 de junio y durante una fuerte tormenta, sale de la iglesia a todo galope y hacia el Norte el coronel Juan Vélez acompañado de sus oficiales para cruzar el crecido río Cutzamala en donde mueren varios pero el coronel Vélez llega a Nanchetitla. Las tres brigadas que sitiaban a Cutzamala entran al pueblo tomando la iglesia y agarrando prisioneros a 186 hombres, unos enviados al fuerte de Acapulco y otros fusilados atrás de la iglesia. Dice el Directorio Parroquial de 1881, según Crónicas de Tierra Caliente, que el general José María Arteaga entra a la iglesia "con sombrero y las botas puestas, vituperando a las familias que ahí se habían refugiado". Ese sitio fue tan importante que estuvo al pendiente el presidente Benito Juárez según tres cartas encontradas en su archivo, y la victoria marcó el triunfo del Liberalismo en el Sur del país.
Nuevamente en su calidad de militar tuvo que enfrentar a Manuel Robles Pezuela, quien tenía a su cargo la jefatura del Estado de México entre 1858 y 1859, se cambió al bando conservador, hecho que le valió el destierro por parte del gobierno liberal del Distrito Federal. Robles Pezuela se dirigió hacia Tehuacán para entablar pláticas con los altos mandos del Ejército francés; sin embargo, su objetivo no pudo ser alcanzado debido a que el ministro de relaciones exteriores, Manuel Doblado, le advirtió por telégrafo de este hecho al general Ignacio Zaragoza, quien a su vez ordenó que se le capturara. Fue el 19 de marzo de 1862 que el general José María Arteaga hizo prisionero a Robles Pezuela y lo llevó ante el general Zaragoza en San Andrés Chalchicomula, Puebla, dejándolo en guardia en la casa de José María Couttolenc, quien tenía a su cargo la jefatura de la guarnición de la Plaza.
El 28 de abril de 1862, el comandante francés, general Carlos Latrille Conde de Lorencez, ordenó ocupar las Cumbres de Acultzingo para dar seguridad al paso del resto del Ejército invasor. Como reporta el parte del general Zaragoza fue herido el general José María Arteaga, fue condecorado por el presidente Juárez en Puebla como Héroe de Acultzingo. La oportuna llegada del general Porfirio Díaz evitó que la derrota se convirtiera en desastre.
Como político, su servicio, ahora en Occidente, se enfocó a ser gobernador del estado de Jalisco en 1863 y 1864. Destaca de su acción que el 3 de julio de 1863 Arteaga prohibió a los agentes oficiales aplicar la pena de muerte, a menos que mediara una sentencia de la autoridad judicial. Esto le reportó al gobernador y comandante general de Jalisco simpatía, agradecimiento y popularidad. Como militar, producto de las acciones en que participó, le fueron proporcionando merecidos ascensos y fue precisamente allí en Jalisco donde se le dio la banda de general de División y fue nombrado general en jefe del Ejército del Centro, fuerza unida con base en los generales Vicente Riva Palacio y Carlos Salazar Ruiz.
En los días de octubre de 1865 estaban operando en Michoacán, el día 5 el general Arteaga pasó Revista, para el día 9 ante la proximidad del general Méndez y las tropas francesas en Uruapan la facción del general Arteaga se dirigió a Tancítaro y Méndez el 10 se dirige a darle alcance. Para el día 13 a las 11 de la mañana llega el general Arteaga con sus subalternos al poblado de Santa Ana Amatlán y fue sorprendido poco más tarde por el ejército de Méndez cayendo prisioneros alrededor de 80 soldados y algunos de sus jefes.
Cuando fueron enterados de que iban a ser ejecutados, en una carta a su madre, en algunas de sus palabras estableció: He sido hecho prisionero por las tropas imperiales y mañana seré ejecutado; ruego a usted, mamá, me perdone el largo tiempo que contra su voluntad he seguido la carrera de las armas. El patíbulo, madre mía, no infama, no infama al militar que cumple con su deber y con su patria. Mamá, no dejo otra cosa que mi nombre sin mancha, respeto a que nada de lo ajeno me he tomado y tengo fe en que Dios me perdonará mis pecados y me recibirá en su gloria. En esta hora suprema, es mi consuelo legar a mi familia un nombre sin tacha. Mi único crimen consiste en haber peleado por la Independencia de mi país.
El general Arteaga junto con sus compañeros el general Salazar, los coroneles Jesús Díaz y Trinidad Villagómez, y el capitán Juan González fueron fusilados el 21 de octubre de 1865 en Uruapan, Michoacán a raíz de un decreto de Maximiliano emitido relativamente reciente al 3 de octubre de ese año.

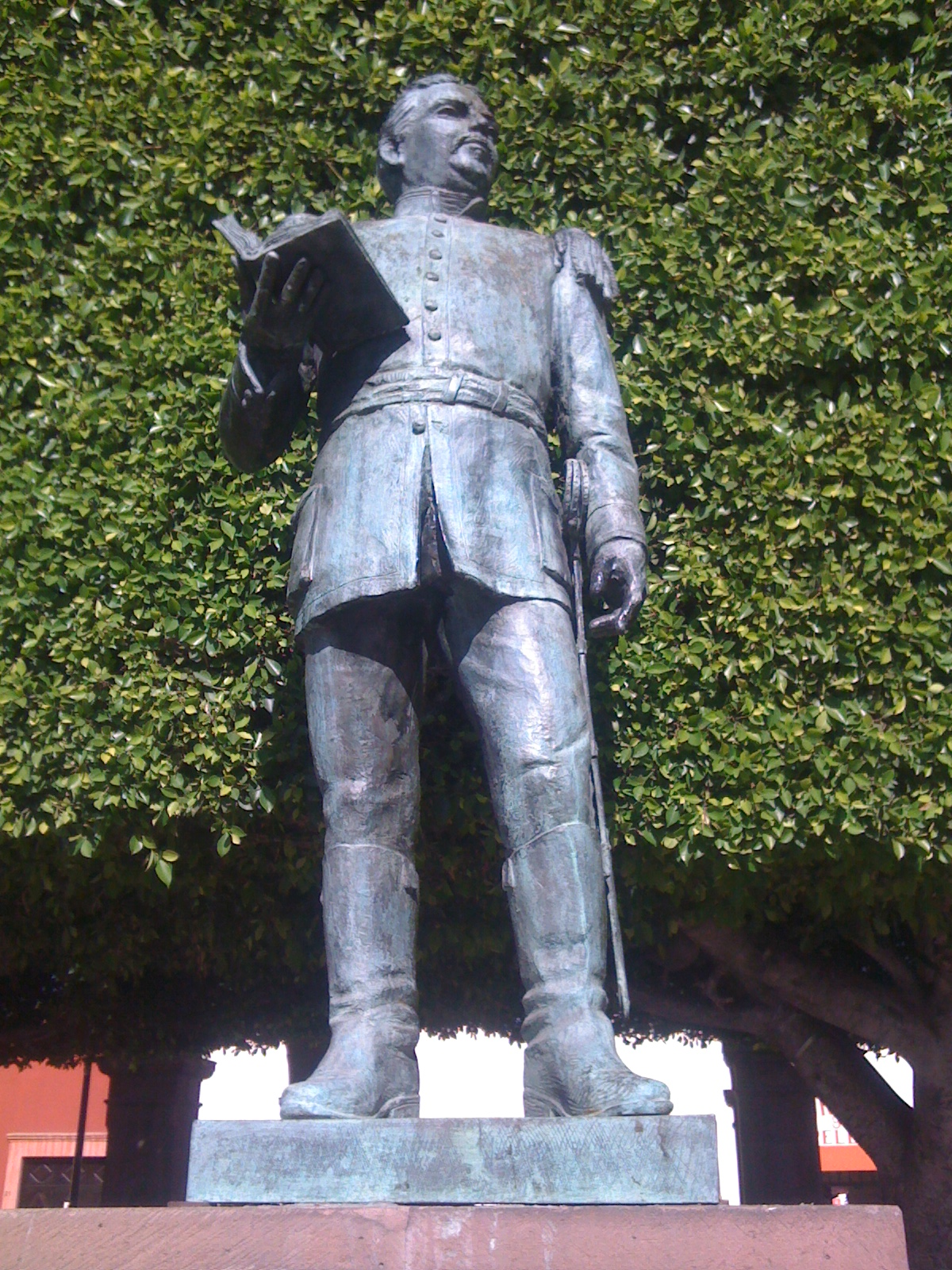
Estatua de José María Arteaga en Querétaro

Una vez restaurada la República se le reconoce como Mártir de Uruapan. Su apellido se agregó al nombre del Querétaro por un decreto de la Legislatura del Estado, de 23 de julio de 1867, siendo Querétaro de Arteaga hasta el año de 2008, año en el cual la legislatura abrogó la Constitución Política del Estado Libre y Soberano de Querétaro y retomó el Estado el nombre de Querétaro. El nombre de Querétaro de Arteaga fue propuesto por el gobernador y comandante militar coronel Julio M. Cervantes; en los considerandos del decreto se estableció: El general José María Arteaga consagró toda su vida al servicio de la Nación, siendo un valiente sostenedor de su libertad y de sus leyes de reforma y luchando firme y constantemente por la independencia, sin transigir un solo momento con los enemigos de México; que durante el tiempo en que fue gobernador del Estado de Querétaro cuidó empeñosamente en que este progresara, fomentando la instrucción primaria, la secundaria y el progreso de la prensa, reformando planteles científicos y literarios, creando nuevos y procurando toda clase de mejoras materiales, salvando muchas veces a la capital de las invasiones de la sierra. Actualmente el nombre del periódico oficial de Querétaro Sombra de Arteaga se toma como reconocimiento al general José María Arteaga. El 17 de julio de 1869 los cadáveres de Arteaga y Salazar fueron llevados con honores al Panteón de San Fernando en la Ciudad de México, donde se depositaron sus restos. Finalmente, en 1872 el Congreso de la Unión lo declara Benemérito de la Patria.
Se le conocieron dos hijos de nombres Emiliano y Fernando quienes radicaron en el Estado de Hidalgo, en donde continua habitando la Familia Arteaga.